# David Plummer
David Edward Plummer (Norman, 9 de octubre de 1985) es un deportista estadounidense que compitió en natación, especialista en el estilo espalda.
Participó en los Juegos Olímpicos de Río de Janeiro 2016, obteniendo dos medallas, oro en 4 × 100 m estilos y bronce en 100 m espalda. Ganó una medalla de plata en el Campeonato Mundial de Natación de 2013.

## Palmarés internacional
| Juegos Olímpicos   | Juegos Olímpicos        | Juegos Olímpicos  | Juegos Olímpicos  |
| Año                | Lugar                   | Medalla           | Prueba            |
| ------------------ | ----------------------- | ----------------- | ----------------- |
| 2016               | Río de Janeiro (Brasil) | Medalla de oro    | 4 × 100 m estilos |
| 2016               | Río de Janeiro (Brasil) | Medalla de bronce | 100 m espalda     |
| Campeonato Mundial |                         |                   |                   |
| Año                | Lugar                   | Medalla           | Prueba            |
| 2013               | Barcelona (España)      | Medalla de plata  | 100 m espalda     |